# Leucocelis refulgens
Leucocelis refulgens är en skalbaggsart som beskrevs av Thierry Bourgoin 1927. Leucocelis refulgens ingår i släktet Leucocelis och familjen Cetoniidae. Inga underarter finns listade i Catalogue of Life.